# Seweryn Rzepecki
Seweryn Rzepecki (ur. 21 lipca 1974 w Wieluniu) – archeolog, profesor nadzwyczajny Uniwersytetu Łódzkiego.
W 1997 roku obronił pracę magisterską pt. Ceramika kultury pucharów lejkowatych ze stanowiska Przybranówek 43 – część wschodnia na tle stylistyk wczesnowióreckich), w 2001 – pracę doktorską (jej promotorem była prof. L. Domańska) pt. Czynniki wewnętrzne i zewnętrzne w rozwoju środkowoneolitycznych społeczeństw kultury pucharów lejkowatych na Kujawach (opublikowana w roku 2004 pod tytułem Społeczności środkowoneolitycznej kultury pucharów lejkowatych na Kujawach). W 2012 habilitował się na podstawie pracy U źródeł megalityzmu w kulturze pucharów lejkowatych.
W latach 2011–2014 zastępca dyrektora Instytutu Archeologii Uniwersytetu Łódzkiego. Od 1 października 2014 kierownik Katedry Prahistorii, a od 1 października 2016 dyrektor Instytutu Archeologii Uniwersytetu Łódzkiego.